# Gustavus Fox
Gustavus Vasa Fox (13. juni 1821 – 29. oktober 1883) var officer i United States Navy og gjorde tjeneste under den amerikanske borgerkrig.

## Biografi
Fox blev født i Saugus, Massachusetts og studerede ved Phillips Academy, Andover [1835]. Han blev udnævnt til kadet den. 12. januar 1838. Under den Mexicansk-amerikanske krig, gjorde han tjeneste om bord på briggen Washington i Commodore Matthew Perrys eskadre og deltog aktivt i den anden ekspedition mod byen Tabasco i Mexico, 14.-16. januar 1847, som førte til byens erobring. Han havde kommandoen over adskillige postdampere og efter sin tilbagetræden fra flåden den 30. juli 1856 var han beskæftiget med fremstilling af uldne stoffer. 
Ved starten af den amerikanske borgerkrig meldte han sig som frivillig. Han fik en midlertidig stilling i flåden og blev sendt af sted i damperen Baltic for at undsætte major Robert Anderson og dennes folk på Fort Sumter, og bragte dem væk. 
Den 1. august 1861 udnævnte præsident Abraham Lincoln ham til viceflådeminister, en post han beholdt indtil krigens slutning. I 1866 blev han sendt på en særlig mission til Rusland og overbragte Zar Alexander 2. præsidentens lykønskninger i anledning af, at han var sluppet godt fra et mordforsøg. Hans rejse blev foretaget i monitoren USS Miantonomoh, som var den første i sin klasse til at krydse Atlanterhavet. Den blev ledsaget af USS Augusta.
I 1882 udsendte han en bog som foreslog, at Samana Cay på Bahamas var Guanahani, eller San Salvador, den første ø, som Christoffer Columbus nåede ved sin opdagelse af Amerika. Bogen opnåede ikke megen opmærksomhed før i 1986, da National Geographic Society også udpegede Samana Cay til at være San Salvador.
Fox døde i Lowell, Massachusetts i en alder af 62 år. 
To skibe i USA's flåde har fået navnet USS Fox til erindring om ham.

## Udgivelser
- Fox, Gustavus V. (1882), An Attempt to Solve the Problem of the First Landing Place of Columbus in the New World. Report of the Superintendent of the U. S. Coast and Geodetic Survey (Appendix No. 18, June 1880), Washington: Government Printing Office.